# چاک باریس
چاک باریس (انگلیسی: Chuck Barris؛ زادهٔ ۳ ژوئن ۱۹۲۹ - درگذشته ۲۱ مارس ۲۰۱۷) یک کارگردان اهل ایالات متحده آمریکا بود. چاک باریس در ۲۱ مارس ۲۰۱۷ در سن ۸۷ سالگی درگذشت.
از فیلم‌ها یا برنامه‌های تلویزیونی که وی در آن نقش داشته‌است می‌توان به اعترافات یک ذهن خطرناک اشاره کرد.